# Hrabstwo Rock (Minnesota)

Piramida wieku hrabstwa

Hrabstwo Rock (ang. Rock County) – hrabstwo w stanie Minnesota w Stanach Zjednoczonych. W roku 2010 liczba mieszkańców wyniosła 9687.

## Główne drogi
- Interstate 90
- U.S. Highway 75
- Minnesota State Highway 23
- Minnesota State Highway 269
- Minnesota State Highway 270

## Miasta

Mapa administracyjna Hrabstwa Rock (Minnesota)

- Beaver Creek
- Hardwick
- Hills
- Jasper
- Kenneth
- Luverne
- Magnolia
- Steen